# Vittorio Viale
Vittorio Viale (Trino, 2 luglio 1891 – Torino, 24 ottobre 1977) è stato uno storico dell'arte italiano.
È stato direttore dei Musei Civici di Torino dal 10 febbraio 1930 al 31 ottobre 1965.

## Vita e opere
Nacque a Trino dal notaio Carlo, compì gli studi ginnasiali e liceali in collegio a Casale Monferrato, tra il 1901 e il 1909. Nello stesso anno si avviò agli studi di archeologia e storia dell'arte all'Università di Roma, dove si laureò il 2 luglio 1914. Nell'ottobre dello stesso anno vinse il concorso per la scuola archeologica di Roma e di Atene, che iniziò a frequentare.
Nel maggio 1915, all'entrata dell'Italia nella prima guerra mondiale, fu chiamato sotto le armi. Combatté per tre anni e mezzo in trincea, su vari fronti. Fu ufficiale di complemento in una compagnia di mitraglieri. Venne decorato al valor militare per il coraggio dimostrato nella battaglia della Nervesa nel giugno 1918. Nel dopoguerra, venne smobilitato solo dopo esser stato aggregato per alcuni mesi alle truppe di occupazione in Austria. Si sposò l'11 ottobre  1920 con Rosita Neuschüler (1893-1980), figlia dell'oculista viennese (ma trasferitosi a Torino) Massimiliano Neuschüler (†1941) e Mercedes Genesi (†1942). Nel 1924 nacque la figlia Mercedes, poi nota storica dell'arte, morta nel 2019.
Tra il 1919 e il 1920 riprese gli studi, con viaggi in Grecia e in Asia Minore, completando la scuola archeologica di Atene e diplomandosi con lo studio Il portico detto di Eumene, pubblicato nell’Annuario della scuola di Atene.
Sempre sulla stessa rassegna pubblicò i risultati della missione archeologica italiana da lui diretta in Turchia, ad Adalia (o Antalya o Attalia), presso la costa meridionale dell'Anatolia, e nell'interno della penisola anatolica (antiche regioni della Pamphilia e della Pisidia) tra luglio e ottobre 1922.
Tornato in Italia a Torino, insegnò Storia dell'Arte per qualche anno nei licei torinesi (Alfieri, D'Azeglio, 1923- 1925).
Nel 1927 fu nominato ispettore presso la sovrintendenza alle antichità delle Marche. Tra il 1928 e il 1929 sistemò in parte e catalogò i materiali del Museo Leone di Vercelli. Dei due musei di Vercelli, il Museo Leone e il Museo Borgogna, sarebbe poi stato direttore incaricato tra il 1931 e il 1952, provvedendo ad arricchirne e a risistemarne le collezioni e allestendo in tale città importanti esposizioni: da Vercelli e la sua provincia (1939) alle mostre sul Sodoma (1950) e su Gaudenzio Ferrari (1956).
Il 10 febbraio 1930 venne chiamato a dirigere il Museo civico d'arte antica di Torino, succedendo a Lorenzo Rovere. Vittorio Viale avrebbe guidato stabilmente i musei civici torinesi per trentacinque anni e mezzo, ampliandone enormemente le collezioni, facendo rinascere la Galleria civica d'arte moderna e contemporanea (GAM - Torino) e creando quasi dal nulla il Medagliere delle Raccolte Numismatiche. Con questo incarico, organizzò a Torino quasi un centinaio di mostre di grande respiro e di fama internazionale, tra cui le due grandi mostre sul Barocco del 1937 e del 1963, la mostra sul Gotico e Rinascimento in Piemonte (1938/1939), la mostra dei disegni scenografici dei fratelli Galliari (1956), di Tanzio da Varallo (1959) e, per l'arte contemporanea, le mostre su Marc Chagall (1953), Robert e Sonia Delaunay (1960), Francis Bacon (1962), Giacomo Balla (1963) e Felice Casorati (1964).
Nei primi anni trenta, insieme con l'architetto Ricci si occupò del trasferimento delle raccolte d'arte antica dalla vecchia sede di via Gaudenzio Ferrari all'attuale sede di Palazzo Madama. In quel periodo iniziò la collaborazione col mecenate svizzero Werner Abegg che non lesinò doni per il museo, garantendo anche un aiuto finanziario.
Negli anni successivi, Vittorio Viale ordinò le raccolte con criteri nuovi per l'epoca, che in seguito saranno un modello anche per altri musei. Le collezioni vennero in quegli anni grandemente ampliate, grazie anche alla preziosa collaborazione col noto antiquario torinese Pietro Accorsi: tra le nuove acquisizioni spiccano il Ritratto d'uomo di Antonello da Messina e il codice Très belles heures du Duc de Berry, con pagine miniate da Hubert e Jan van Eyck.
Per quanto riguarda l'arte contemporanea, nel 1932 Viale risistemò il vecchio padiglione sede della Galleria d'Arte Moderna e ne riordinò le raccolte, organizzando una prima mostra, dedicata ad Antonio Fontanesi.
Vittorio Viale si dedicò anche a importanti studi di storia dell'arte, promuovendo a partire dal 1935-1937, in occasione del secondo centenario della morte di Filippo Juvarra, il cosiddetto Corpus Juvarrianum, insieme con Brinckmann, Rovere, e in seguito molti altri studiosi più giovani, tra i quali Millon, Carboneri, Mercedes Ferrero Viale e Andreina Griseri.
Anche l'elenco dei soggetti dei suoi studi storico artistici sarebbe quanto mai lungo: Defendente Ferrari, il Sacro Monte di Varallo, Gaudenzio Ferrari, solo per citare i temi più famosi.
Vittorio Viale fu per anni socio della Società Piemontese di Archeologia e Belle Arti di Torino (S.P.A.B.A.). Quando la S.P.A.B.A. fu soppressa di forza nel 1935 dal regime fascista e incorporata in un altro ente, Viale costituì un Centro di studi archeologici ed artistici del Piemonte che per anni mantenne viva la tradizione e l'attività della società con numerose pubblicazioni, anche nei difficili anni della guerra. Nel 1947, promosse il ripristino della S.P.A.B.A., di cui fu presidente fino al 1953, promuovendo una nuova serie di pubblicazioni.
Negli anni della guerra Vittorio Viale si prodigò per mettere in salvo dai bombardamenti aerei le raccolte dei musei di Torino e di Vercelli e altre opere appartenenti ad altri enti, riuscendo a salvare, quando poté, importanti opere artistiche. In seguito ai bombardamenti, fu per qualche tempo sfollato con la famiglia al castello di Racconigi, finché fu possibile andare e venire giornalmente tra la provincia e Torino. In seguito risiedette a Palazzo Madama, sino alla fine del conflitto.
Tra il 1943 e il 1944, fu commissario all'amministrazione dei beni della Corona in Piemonte e ne salvaguardò gli edifici, le raccolte e i materiali.
Nel 1945/1946 riportò nelle sedi le raccolte dei musei di Torino e di Vercelli e ne iniziò la risistemazione. Nel 1946/1947 diede opera al restauro dei gravi danni subiti da Palazzo Madama e in particolare al ripristino degli stucchi dello scalone juvarriano. Nel 1947 sistemò provvisoriamente parte delle raccolte d'arte moderna e contemporanea, in alcune sale riattate del vecchio padiglione di corso Galileo Ferraris, che era stato in parte distrutto dai bombardamenti.
Nel 1949 prospettò e sostenne con forza la necessità di costruire una nuova Galleria d'Arte Moderna. Nel 1950 venne bandito il concorso, vinto nel 1952 dagli architetti Carlo Bassi e Goffredo Boschetti. Tra il 1954 e il 1959 Viale seguì i lavori della nuova galleria, che fu inaugurata il 31 ottobre 1959. La Galleria d'Arte Moderna di Torino fu d'esempio per molte altre città: non più un contenitore occasionale di quadri e sculture, ma un edificio progettato appositamente per l'arte moderna e contemporanea, come vero e proprio centro di studi, con annessa biblioteca e fototeca, sala conferenze e convegni, nonché sale per le esposizioni temporanee e via dicendo.
Dal 1951 al 1965 Vittorio Viale guidò  il comitato che riuniva pittori italiani e francesi, organizzando nel 1951 la mostra Pittori d'oggi - Francia- Italia, cui ne seguiranno altre sei fino al 1961.
Tra la fine degli anni cinquanta e i primi anni sessanta, grazie anche all'amicizia con l'insigne archeologo professor Giorgio Gullini, organizzò una serie di mostre legate all'attività degli archeologi torinesi in Oriente: Arte del Gandhāra e dell'Asia centrale (1958), Attività archeologica italiana in Asia (1960), L'Afghanistan dalla preistoria all'Islam - Capolavori del Museo di Kabul (1961), Capolavori del Museo di Baghdad (1965) e altre ancora.
Dopo il pensionamento, avvenuto nel 1965, Vittorio Viale si occupò ancora di esposizioni (la mostra su Filippo Juvarra a Messina nel 1966, ad esempio) ma soprattutto poté dedicarsi a tempo pieno ai suoi studi storico-artistici come il già citato Corpus Juvarrianum.
Nei primi anni settanta presiedette la classe di scienze morali dell'Accademia delle Scienze di Torino di cui era diventato Socio nazionale il 10 aprile 1962.